# Interlands Duits voetbalelftal 1980-1989
Deze pagina toont een chronologisch en gedetailleerd overzicht van de interlands die het West-Duits voetbalelftal heeft gespeeld in de periode 1980 – 1989.

## Interlands

### 1980
|                                                                         | |       |       |                                                                                |
| 27 februari EK 1980 kwalificatie № 447 «onderlinge duels» 20:00 (UTC+1) | West-Duitsland | 8 – 0 | Malta | Weserstadion, Bremen Toeschouwers: 38.000 Scheidsrechter: Norbert Rolles (LUX) |
| 27 februari EK 1980 kwalificatie № 447 «onderlinge duels» 20:00 (UTC+1) | Klaus Allofs 14' Rainer Bonhof 19' (pen.) Klaus Fischer 40' Klaus Allofs 55' John Holland 61' (e.d.) Walter Kelsch 70' Karl-Heinz Rummenigge 74' Klaus Fischer 90' |       |       | Weserstadion, Bremen Toeschouwers: 38.000 Scheidsrechter: Norbert Rolles (LUX) |

|                                                                      |                  |       |            |                                                                                   |
| 2 april Vriendschappelijk № 448 «onderlinge duels» 19:30 uur (UTC+1) | West-Duitsland   | 1 – 0 | Oostenrijk | Olympiastadion, München Toeschouwers: 70.800 Scheidsrechter: Michel Vautrot (FRA) |
| 2 april Vriendschappelijk № 448 «onderlinge duels» 19:30 uur (UTC+1) | Hansi Müller 34' |       |            | Olympiastadion, München Toeschouwers: 70.800 Scheidsrechter: Michel Vautrot (FRA) |

|                                                                 |                                                              |       |                     |                                                                                               |
| 13 mei Vriendschappelijk № 449 «onderlinge duels» 20:00 (UTC+2) | West-Duitsland                                               | 3 – 1 | Polen               | Waldstadion, Frankfurt am Main Toeschouwers: 45.000 Scheidsrechter: Gianfranco Menegali (ITA) |
| 13 mei Vriendschappelijk № 449 «onderlinge duels» 20:00 (UTC+2) | Karl-Heinz Rummenigge 6' Klaus Allofs 38' Bernd Schuster 57' |       | 35' Zbigniew Boniek | Waldstadion, Frankfurt am Main Toeschouwers: 45.000 Scheidsrechter: Gianfranco Menegali (ITA) |

| Europees kampioenschap voetbal 1980 |
| ----------------------------------- |

|                                                                    |                   |                           |                |                                                                                       |
| 11 juni EK 1980 Groep A № 450 «onderlinge duels» 17:45 uur (UTC+2) | Tsjecho-Slowakije | 0 – 1                     | West-Duitsland | Olympisch Stadion, Rome Toeschouwers: 11.059 Scheidsrechter: Alberto Michelotti (ITA) |
| 11 juni EK 1980 Groep A № 450 «onderlinge duels» 17:45 uur (UTC+2) |                   | 55' Karl-Heinz Rummenigge |                | Olympisch Stadion, Rome Toeschouwers: 11.059 Scheidsrechter: Alberto Michelotti (ITA) |

|                                                                    |                                                    |       |                                             |                                                                                  |
| 14 juni EK 1980 Groep A № 451 «onderlinge duels» 17:45 uur (UTC+2) | West-Duitsland                                     | 3 – 2 | Nederland                                   | Stadio San Paolo, Napels Toeschouwers: 26.546 Scheidsrechter: Robert Wurtz (FRA) |
| 14 juni EK 1980 Groep A № 451 «onderlinge duels» 17:45 uur (UTC+2) | Klaus Allofs 20' Klaus Allofs 60' Klaus Allofs 65' |       | 79' (pen.) Johnny Rep 85' W. Van de Kerkhof | Stadio San Paolo, Napels Toeschouwers: 26.546 Scheidsrechter: Robert Wurtz (FRA) |

|                                                                |             |       |                |                                                                                   |
| 17 juni EK 1980 Groep A № 452 «onderlinge duels» 20:30 (UTC+2) | Griekenland | 0 – 0 | West-Duitsland | Stadio Comunale, Turijn Toeschouwers: 13.901 Scheidsrechter: Brian McGinlay (SCO) |
| 17 juni EK 1980 Groep A № 452 «onderlinge duels» 20:30 (UTC+2) |             |       |                | Stadio Comunale, Turijn Toeschouwers: 13.901 Scheidsrechter: Brian McGinlay (SCO) |

|                                                                   |                              |       |                                       |                                                                                   |
| 22 juni EK 1980 Finale № 453 «onderlinge duels» 20:30 uur (UTC+2) | België                       | 1 – 2 | West-Duitsland                        | Olympisch Stadion, Rome Toeschouwers: 47.864 Scheidsrechter: Nicolae Rainea (ROU) |
| 22 juni EK 1980 Finale № 453 «onderlinge duels» 20:30 uur (UTC+2) | René Vandereycken 71' (pen.) |       | 10' Horst Hrubesch 89' Horst Hrubesch | Olympisch Stadion, Rome Toeschouwers: 47.864 Scheidsrechter: Nicolae Rainea (ROU) |

|  |  |  |  |  |  |  |  |  |

|                                                                           |                                                |       |                                                    |                                                                                |
| 10 september Vriendschappelijk № 454 «onderlinge duels» 20:00 uur (UTC+1) | Zwitserland                                    | 2 – 3 | West-Duitsland                                     | St. Jakob-Park, Bazel Toeschouwers: 32.000 Scheidsrechter: Luigi Agnolin (ITA) |
| 10 september Vriendschappelijk № 454 «onderlinge duels» 20:00 uur (UTC+1) | Hans-Jörg Pfister 84' René Botteron 88' (pen.) |       | 18' Hansi Müller 66' Felix Magath 69' Hansi Müller | St. Jakob-Park, Bazel Toeschouwers: 32.000 Scheidsrechter: Luigi Agnolin (ITA) |

|                                                                         |                   |       |                    |                                                                                          |
| 11 oktober Vriendschappelijk № 455 «onderlinge duels» 19:30 uur (UTC+1) | Nederland         | 1 – 1 | West-Duitsland     | Philips-sportpark, Eindhoven Toeschouwers: 22.000 Scheidsrechter: Vojtech Christov (TCH) |
| 11 oktober Vriendschappelijk № 455 «onderlinge duels» 19:30 uur (UTC+1) | Ernie Brandts 40' |       | 35' Horst Hrubesch | Philips-sportpark, Eindhoven Toeschouwers: 22.000 Scheidsrechter: Vojtech Christov (TCH) |

|                                                                          |                                                                                    |       |                          |                                                                                      |
| 19 november Vriendschappelijk № 456 «onderlinge duels» 19:00 uur (UTC+1) | West-Duitsland                                                                     | 4 – 1 | Frankrijk                | Niedersachsenstadion, Hannover Toeschouwers: 63.000 Scheidsrechter: Rolf Nyhus (NOR) |
| 19 november Vriendschappelijk № 456 «onderlinge duels» 19:00 uur (UTC+1) | Manfred Kaltz 6' (pen.) Hans-Peter Briegel 37' Horst Hrubesch 62' Klaus Allofs 89' |       | 39' Jean-François Larios | Niedersachsenstadion, Hannover Toeschouwers: 63.000 Scheidsrechter: Rolf Nyhus (NOR) |

|                                                                            |                     |       |                                                                      |                                                                                                   |
| 3 december WK 1982 kwalificatie № 457 «onderlinge duels» 17:00 uur (UTC+2) | Bulgarije           | 1 – 3 | West-Duitsland                                                       | Vasil Levski Nationaal Stadion, Sofia Toeschouwers: 50.000 Scheidsrechter: Ricardo Lattanzi (ITA) |
| 3 december WK 1982 kwalificatie № 457 «onderlinge duels» 17:00 uur (UTC+2) | Tsvetan Yonchev 66' |       | 13' Manfred Kaltz 36' (pen.) Manfred Kaltz 54' Karl-Heinz Rummenigge | Vasil Levski Nationaal Stadion, Sofia Toeschouwers: 50.000 Scheidsrechter: Ricardo Lattanzi (ITA) |

### 1981
| Mundialito |
| ---------- |

|                                                                         |                                         |       |                    |                                                                                                 |
| 1 januari Mundialito Groep B № 458 «onderlinge duels» 18:00 uur (UTC−3) | Argentinië                              | 2 – 1 | West-Duitsland     | Estadio Centenario, Montevideo Toeschouwers: 55.000 Scheidsrechter: Augusto Lamo Castillo (ESP) |
| 1 januari Mundialito Groep B № 458 «onderlinge duels» 18:00 uur (UTC−3) | Manfred Kaltz 84' (e.d.) Ramón Díaz 88' |       | 41' Horst Hrubesch | Estadio Centenario, Montevideo Toeschouwers: 55.000 Scheidsrechter: Augusto Lamo Castillo (ESP) |

|                                                                         |                                                                  |       |                  |                                                                                         |
| 7 januari Mundialito Groep B № 459 «onderlinge duels» 18:00 uur (UTC−3) | Brazilië                                                         | 4 – 1 | West-Duitsland   | Estadio Centenario, Montevideo Toeschouwers: 50.000 Scheidsrechter: Juan Silvagno (CHI) |
| 7 januari Mundialito Groep B № 459 «onderlinge duels» 18:00 uur (UTC−3) | Júnior 56' Toninho Cerezo 61' Serginho Chulapa 76' Zé Sérgio 82' |       | 54' Klaus Allofs | Estadio Centenario, Montevideo Toeschouwers: 50.000 Scheidsrechter: Juan Silvagno (CHI) |

|  |  |  |  |  |  |  |  |  |

|                                                                         |         |                                      |                |                                                                                     |
| 1 april WK 1982 kwalificatie № 460 «onderlinge duels» 16:00 uur (UTC+1) | Albanië | 0 – 2                                | West-Duitsland | Qemal Stafastadion, Tirana Toeschouwers: 19.203 Scheidsrechter: Antonín Wencl (TCH) |
| 1 april WK 1982 kwalificatie № 460 «onderlinge duels» 16:00 uur (UTC+1) |         | 9' Bernd Schuster 71' Bernd Schuster |                | Qemal Stafastadion, Tirana Toeschouwers: 19.203 Scheidsrechter: Antonín Wencl (TCH) |

|                                                                          |                                           |       |            |                                                                                     |
| 29 april WK 1982 kwalificatie № 461 «onderlinge duels» 20:15 uur (UTC+2) | West-Duitsland                            | 2 – 0 | Oostenrijk | Volksparkstadion, Hamburg Toeschouwers: 61.418 Scheidsrechter: Charles Corver (NED) |
| 29 april WK 1982 kwalificatie № 461 «onderlinge duels» 20:15 uur (UTC+2) | Bernd Krauss 30' (e.d.) Klaus Fischer 36' |       |            | Volksparkstadion, Hamburg Toeschouwers: 61.418 Scheidsrechter: Charles Corver (NED) |

|                                                                     |                   |       |                               |                                                                                 |
| 19 mei Vriendschappelijk № 462 «onderlinge duels» 19:30 uur (UTC+2) | West-Duitsland    | 1 – 2 | Brazilië                      | Neckarstadion, Stuttgart Toeschouwers: 71.000 Scheidsrechter: Clive White (ENG) |
| 19 mei Vriendschappelijk № 462 «onderlinge duels» 19:30 uur (UTC+2) | Klaus Fischer 30' |       | 61' Toninho Cerezo 74' Júnior | Neckarstadion, Stuttgart Toeschouwers: 71.000 Scheidsrechter: Clive White (ENG) |

|                                                                        |         |                                                                              |                |                                                                                      |
| 24 mei WK 1982 kwalificatie № 463 «onderlinge duels» 15:00 uur (UTC+3) | Finland | 0 – 4                                                                        | West-Duitsland | Keskusurheilukenttä, Lahti Toeschouwers: 10.030 Scheidsrechter: John Carpenter (IRL) |
| 24 mei WK 1982 kwalificatie № 463 «onderlinge duels» 15:00 uur (UTC+3) |         | 26' Hans-Peter Briegel 37' Klaus Fischer 40' Manfred Kaltz 80' Klaus Fischer |                | Keskusurheilukenttä, Lahti Toeschouwers: 10.030 Scheidsrechter: John Carpenter (IRL) |

|                                                                      |       |                                             |                |                                                                                   |
| 2 september Vriendschappelijk № 464 «onderlinge duels» 20:00 (UTC+2) | Polen | 0 – 2                                       | West-Duitsland | Śląskistadion, Chorzów Toeschouwers: 70.000 Scheidsrechter: Kjell Johansson (SWE) |
| 2 september Vriendschappelijk № 464 «onderlinge duels» 20:00 (UTC+2) |       | 60' Klaus Fischer 71' Karl-Heinz Rummenigge |                | Śląskistadion, Chorzów Toeschouwers: 70.000 Scheidsrechter: Kjell Johansson (SWE) |

|                                                                              | |       |                   |                                                                               |
| 23 september WK 1982 kwalificatie № 465 «onderlinge duels» 20:15 uur (UTC+2) | West-Duitsland | 7 – 1 | Finland           | Ruhrstadion, Bochum Toeschouwers: 46.000 Scheidsrechter: Norbert Rolles (LUX) |
| 23 september WK 1982 kwalificatie № 465 «onderlinge duels» 20:15 uur (UTC+2) | Klaus Fischer 11' Karl-Heinz Rummenigge 42' Paul Breitner 54' Karl-Heinz Rummenigge 60' Paul Breitner 67' Karl-Heinz Rummenigge 72' Wolfgang Dremmler 83' |       | 41' Hannu Turunen | Ruhrstadion, Bochum Toeschouwers: 46.000 Scheidsrechter: Norbert Rolles (LUX) |

|                                                                            |                      |       |                                                              |                                                                               |
| 14 oktober WK 1982 kwalificatie № 466 «onderlinge duels» 19:00 uur (UTC+1) | Oostenrijk           | 1 – 3 | West-Duitsland                                               | Praterstadion, Wenen Toeschouwers: 69.400 Scheidsrechter: Alexis Ponnet (BEL) |
| 14 oktober WK 1982 kwalificatie № 466 «onderlinge duels» 19:00 uur (UTC+1) | Walter Schachner 16' |       | 17' Pierre Littbarski 20' Felix Magath 77' Pierre Littbarski | Praterstadion, Wenen Toeschouwers: 69.400 Scheidsrechter: Alexis Ponnet (BEL) |

|                                                                             | |       |         |                                                                                         |
| 18 november WK 1982 kwalificatie № 467 «onderlinge duels» 15:30 uur (UTC+1) | West-Duitsland | 8 – 0 | Albanië | Westfalenstadion, Dortmund Toeschouwers: 40.000 Scheidsrechter: Reidar Bjørnestad (NOR) |
| 18 november WK 1982 kwalificatie № 467 «onderlinge duels» 15:30 uur (UTC+1) | Karl-Heinz Rummenigge 5' Karl-Heinz Rummenigge 19' Klaus Fischer 32' Manfred Kaltz 36' Karl-Heinz Rummenigge 44' Pierre Littbarski 52' Paul Breitner 67' (pen.) Klaus Fischer 72' |       |         | Westfalenstadion, Dortmund Toeschouwers: 40.000 Scheidsrechter: Reidar Bjørnestad (NOR) |

|                                                                             |                                                                                               |       |           |                                                                                      |
| 22 november WK 1982 kwalificatie № 468 «onderlinge duels» 18:00 uur (UTC+1) | West-Duitsland                                                                                | 4 – 0 | Bulgarije | Rheinstadion, Düsseldorf Toeschouwers: 50.000 Scheidsrechter: Erik Fredriksson (SWE) |
| 22 november WK 1982 kwalificatie № 468 «onderlinge duels» 18:00 uur (UTC+1) | Klaus Fischer 4' Karl-Heinz Rummenigge 49' Manfred Kaltz 63' (pen.) Karl-Heinz Rummenigge 83' |       |           | Rheinstadion, Düsseldorf Toeschouwers: 50.000 Scheidsrechter: Erik Fredriksson (SWE) |

### 1982
|                                                                          |                                                                |       |                          |                                                                                           |
| 17 februari Vriendschappelijk № 469 «onderlinge duels» 20:15 uur (UTC+1) | West-Duitsland                                                 | 3 – 1 | Portugal                 | Heinz-von-Heiden-Arena, Hannover Toeschouwers: 50.000 Scheidsrechter: Alexis Ponnet (BEL) |
| 17 februari Vriendschappelijk № 469 «onderlinge duels» 20:15 uur (UTC+1) | Klaus Fischer 23' Humberto Coelho 26' (e.d.) Klaus Fischer 51' |       | 43' Luís Norton de Matos | Heinz-von-Heiden-Arena, Hannover Toeschouwers: 50.000 Scheidsrechter: Alexis Ponnet (BEL) |

|                                                                       |            |       |                |                                                                                            |
| 21 maart Vriendschappelijk № 470 «onderlinge duels» 17:00 uur (UTC−3) | Brazilië   | 1 – 0 | West-Duitsland | Maracanã, Rio de Janeiro Toeschouwers: 150.289 Scheidsrechter: Augusto Lamo Castillo (ESP) |
| 21 maart Vriendschappelijk № 470 «onderlinge duels» 17:00 uur (UTC−3) | Júnior 83' |       |                | Maracanã, Rio de Janeiro Toeschouwers: 150.289 Scheidsrechter: Augusto Lamo Castillo (ESP) |

|                                                                       |                      |       |                       |                                                                                        |
| 24 maart Vriendschappelijk № 471 «onderlinge duels» 19:00 uur (UTC−3) | Argentinië           | 1 – 1 | West-Duitsland        | El Monumental, Buenos Aires Toeschouwers: 69.000 Scheidsrechter: José Luis Bazán (URU) |
| 24 maart Vriendschappelijk № 471 «onderlinge duels» 19:00 uur (UTC−3) | Gabriel Calderon 67' |       | 32' Wolfgang Dremmler | El Monumental, Buenos Aires Toeschouwers: 69.000 Scheidsrechter: José Luis Bazán (URU) |

|                                                                       |                                                |       |                      |                                                                                       |
| 14 april Vriendschappelijk № 472 «onderlinge duels» 20:15 uur (UTC+2) | West-Duitsland                                 | 2 – 1 | Tsjecho-Slowakije    | Müngersdorfer Stadion, Keulen Toeschouwers: 57.000 Scheidsrechter: Joël Quiniou (FRA) |
| 14 april Vriendschappelijk № 472 «onderlinge duels» 20:15 uur (UTC+2) | Pierre Littbarski 22' Paul Breitner 88' (pen.) |       | 69' Přemysl Bičovský | Müngersdorfer Stadion, Keulen Toeschouwers: 57.000 Scheidsrechter: Joël Quiniou (FRA) |

|                                                                     |                                            |       |                                                                                                |                                                                                  |
| 12 mei Vriendschappelijk № 473 «onderlinge duels» 18:30 uur (UTC+2) | Noorwegen                                  | 2 – 4 | West-Duitsland                                                                                 | Ullevaalstadion, Oslo Toeschouwers: 20.097 Scheidsrechter: Kjell Johansson (SWE) |
| 12 mei Vriendschappelijk № 473 «onderlinge duels» 18:30 uur (UTC+2) | Arne Larsen Økland 17' Roger Albertsen 80' |       | 5' Karl-Heinz Rummenigge 35' Pierre Littbarski 43' Pierre Littbarski 86' Karl-Heinz Rummenigge | Ullevaalstadion, Oslo Toeschouwers: 20.097 Scheidsrechter: Kjell Johansson (SWE) |

| Wereldkampioenschap voetbal 1982 |
| -------------------------------- |

|                                                                    |                           |       |                                       |                                                                           |
| 16 juni WK 1982 Groep B № 474 «onderlinge duels» 17:15 uur (UTC+2) | West-Duitsland            | 1 – 2 | Algerije                              | El Molinón, Gijón Toeschouwers: 42.000 Scheidsrechter: Enrique Labó (PER) |
| 16 juni WK 1982 Groep B № 474 «onderlinge duels» 17:15 uur (UTC+2) | Karl-Heinz Rummenigge 67' |       | 54' Rabah Madjer 68' Lakhdar Belloumi | El Molinón, Gijón Toeschouwers: 42.000 Scheidsrechter: Enrique Labó (PER) |

|                                                                    |                                                                                               |       |                     |                                                                           |
| 20 juni WK 1982 Groep B № 475 «onderlinge duels» 17:15 uur (UTC+2) | Chili                                                                                         | 4 – 1 | West-Duitsland      | El Molinón, Gijón Toeschouwers: 42.000 Scheidsrechter: Bruno Galler (SUI) |
| 20 juni WK 1982 Groep B № 475 «onderlinge duels» 17:15 uur (UTC+2) | Karl-Heinz Rummenigge 9' Karl-Heinz Rummenigge 57' Karl-Heinz Rummenigge 66' Uwe Reinders 81' |       | 90' Gustavo Moscoso | El Molinón, Gijón Toeschouwers: 42.000 Scheidsrechter: Bruno Galler (SUI) |

|                                                                    |                    |       |            |                                                                            |
| 25 juni WK 1982 Groep B № 476 «onderlinge duels» 17:15 uur (UTC+2) | West-Duitsland     | 1 – 0 | Oostenrijk | El Molinón, Gijón Toeschouwers: 41.000 Scheidsrechter: Bob Valentine (SCO) |
| 25 juni WK 1982 Groep B № 476 «onderlinge duels» 17:15 uur (UTC+2) | Horst Hrubesch 11' |       |            | El Molinón, Gijón Toeschouwers: 41.000 Scheidsrechter: Bob Valentine (SCO) |

|                                                                  |          |       |                |                                                                                             |
| 28 juni WK 1982 Groep 2 № 477 «onderlinge duels» 21:00 uur (UTC) | Engeland | 0 – 0 | West-Duitsland | Estadio Santiago Bernabéu, Madrid Toeschouwers: 90.089 Scheidsrechter: Arnaldo Coelho (BRA) |
| 28 juni WK 1982 Groep 2 № 477 «onderlinge duels» 21:00 uur (UTC) |          |       |                | Estadio Santiago Bernabéu, Madrid Toeschouwers: 90.089 Scheidsrechter: Arnaldo Coelho (BRA) |

|                                                                   |                                         |       |                        |                                                                                            |
| 2 juli WK 1982 Groep 2 № 478 «onderlinge duels» 21:00 uur (UTC+2) | West-Duitsland                          | 2 – 1 | Spanje                 | Estadio Santiago Bernabéu, Madrid Toeschouwers: 90.089 Scheidsrechter: Paolo Casarin (ITA) |
| 2 juli WK 1982 Groep 2 № 478 «onderlinge duels» 21:00 uur (UTC+2) | Pierre Littbarski 60' Klaus Fischer 75' |       | 82' Jesús María Zamora | Estadio Santiago Bernabéu, Madrid Toeschouwers: 90.089 Scheidsrechter: Paolo Casarin (ITA) |

|                                                                        |                                                                                                 |              |                                                                                         |                                                                                                  |
| 8 juli WK 1982 Halve finale № 479 «onderlinge duels» 21:00 uur (UTC+2) | West-Duitsland                                                                                  | 3 – 3 (n.v.) | Frankrijk                                                                               | Estadio Ramón Sánchez Pizjuán, Sevilla Toeschouwers: 63.000 Scheidsrechter: Charles Corver (NED) |
| 8 juli WK 1982 Halve finale № 479 «onderlinge duels» 21:00 uur (UTC+2) | Pierre Littbarski 17' Karl-Heinz Rummenigge 102' Klaus Fischer 108'                             |              | 26' (pen.) Michel Platini 92' Marius Trésor 98' Alain Giresse                           | Estadio Ramón Sánchez Pizjuán, Sevilla Toeschouwers: 63.000 Scheidsrechter: Charles Corver (NED) |
| 8 juli WK 1982 Halve finale № 479 «onderlinge duels» 21:00 uur (UTC+2) | Strafschoppen                                                                                   |              |                                                                                         | Estadio Ramón Sánchez Pizjuán, Sevilla Toeschouwers: 63.000 Scheidsrechter: Charles Corver (NED) |
| 8 juli WK 1982 Halve finale № 479 «onderlinge duels» 21:00 uur (UTC+2) | Manfred Kaltz Paul Breitner Uli Stielike Pierre Littbarski Karl-Heinz Rummenigge Horst Hrubesch | 5 – 4        | Alain Giresse Manuel Amoros Dominique Rocheteau Didier Six Michel Platini Maxime Bossis | Estadio Ramón Sánchez Pizjuán, Sevilla Toeschouwers: 63.000 Scheidsrechter: Charles Corver (NED) |

|                                                                   |                                                             |       |                   |                                                                                             |
| 11 juli WK 1982 Finale № 480 «onderlinge duels» 20:00 uur (UTC+2) | Italië                                                      | 3 – 1 | West-Duitsland    | Estadio Santiago Bernabéu, Madrid Toeschouwers: 90.000 Scheidsrechter: Arnaldo Coelho (BRA) |
| 11 juli WK 1982 Finale № 480 «onderlinge duels» 20:00 uur (UTC+2) | Paolo Rossi 56' Marco Tardelli 69' Alessandro Altobelli 81' |       | 83' Paul Breitner | Estadio Santiago Bernabéu, Madrid Toeschouwers: 90.000 Scheidsrechter: Arnaldo Coelho (BRA) |

|  |  |  |  |  |  |  |  |  |

|                                                                           |                |       |        |                                                                                     |
| 22 september Vriendschappelijk № 481 «onderlinge duels» 20:15 uur (UTC+2) | West-Duitsland | 0 – 0 | België | Olympiastadion, München Toeschouwers: 20.000 Scheidsrechter: Vojtech Christov (TCH) |
| 22 september Vriendschappelijk № 481 «onderlinge duels» 20:15 uur (UTC+2) |                |       |        | Olympiastadion, München Toeschouwers: 20.000 Scheidsrechter: Vojtech Christov (TCH) |

|                                                                         |                   |       |                                                     |                                                                                   |
| 13 oktober Vriendschappelijk № 482 «onderlinge duels» 19:45 uur (UTC+1) | Engeland          | 1 – 2 | West-Duitsland                                      | Wembley Stadium, Londen Toeschouwers: 68.000 Scheidsrechter: Károly Palotai (HUN) |
| 13 oktober Vriendschappelijk № 482 «onderlinge duels» 19:45 uur (UTC+1) | Tony Woodcock 85' |       | 73' Karl-Heinz Rummenigge 82' Karl-Heinz Rummenigge | Wembley Stadium, Londen Toeschouwers: 68.000 Scheidsrechter: Károly Palotai (HUN) |

|                                                                           |                 |       |                |                                                                             |
| 17 november EK 1984 kwalificatie № 483 «onderlinge duels» 20:00 uur (UTC) | Noord-Ierland   | 1 – 0 | West-Duitsland | Windsor Park, Belfast Toeschouwers: 20.522 Scheidsrechter: Rolf Nyhus (NOR) |
| 17 november EK 1984 kwalificatie № 483 «onderlinge duels» 20:00 uur (UTC) | Ian Stewart 18' |       |                | Windsor Park, Belfast Toeschouwers: 20.522 Scheidsrechter: Rolf Nyhus (NOR) |

### 1983
|                                                                        |          |       |                |                                                                                      |
| 23 februari Vriendschappelijk № 484 «onderlinge duels» 21:00 uur (UTC) | Portugal | 1 – 0 | West-Duitsland | Estádio do Restelo, Lissabon Toeschouwers: 10.000 Scheidsrechter: Marcel Bacou (FRA) |
| 23 februari Vriendschappelijk № 484 «onderlinge duels» 21:00 uur (UTC) | Dito 57' |       |                | Estádio do Restelo, Lissabon Toeschouwers: 10.000 Scheidsrechter: Marcel Bacou (FRA) |

|                                                                          |                           |       |                                                  |                                                                                           |
| 30 maart EK 1984 kwalificatie № 485 «onderlinge duels» 15:30 uur (UTC+1) | Albanië                   | 1 – 2 | West-Duitsland                                   | Qemal Stafastadion, Tirana Toeschouwers: 19.550 Scheidsrechter: Gianfranco Menegali (ITA) |
| 30 maart EK 1984 kwalificatie № 485 «onderlinge duels» 15:30 uur (UTC+1) | Muhedin Targaj 81' (pen.) |       | 54' Rudi Völler 66' (pen.) Karl-Heinz Rummenigge | Qemal Stafastadion, Tirana Toeschouwers: 19.550 Scheidsrechter: Gianfranco Menegali (ITA) |

|                                                                          |         |                                                                                  |                |                                                                                           |
| 23 april EK 1984 kwalificatie № 486 «onderlinge duels» 18:30 uur (UTC+3) | Turkije | 0 – 3                                                                            | West-Duitsland | İzmir Atatürk Stadyumu, İzmir Toeschouwers: 59.637 Scheidsrechter: Vojtech Christov (TCH) |
| 23 april EK 1984 kwalificatie № 486 «onderlinge duels» 18:30 uur (UTC+3) |         | 29' (pen.) Karl-Heinz Rummenigge 53' Wolfgang Dremmler 71' Karl-Heinz Rummenigge |                | İzmir Atatürk Stadyumu, İzmir Toeschouwers: 59.637 Scheidsrechter: Vojtech Christov (TCH) |

|                                                                          |            |       |                |                                                                                |
| 27 april EK 1984 kwalificatie № 487 «onderlinge duels» 19:00 uur (UTC+2) | Oostenrijk | 0 – 0 | West-Duitsland | Praterstadion, Wenen Toeschouwers: 50.169 Scheidsrechter: Brian McGinlay (SCO) |
| 27 april EK 1984 kwalificatie № 487 «onderlinge duels» 19:00 uur (UTC+2) |            |       |                | Praterstadion, Wenen Toeschouwers: 50.169 Scheidsrechter: Brian McGinlay (SCO) |

| |                                                                                  |       |                                        |                                                                                       |
| 7 juni Vriendschappelijk 75-jarig jubileumwedstrijd Luxemburgse voetbalbond № 488 «onderlinge duels» 20:15 uur (UTC+2) | West-Duitsland                                                                   | 4 – 2 | Joegoslavië                            | Stade Municipal, Luxemburg Toeschouwers: 11.000 Scheidsrechter: Francis Bastian (LUX) |
| 7 juni Vriendschappelijk 75-jarig jubileumwedstrijd Luxemburgse voetbalbond № 488 «onderlinge duels» 20:15 uur (UTC+2) | Norbert Meier 13' Norbert Meier 20' Bernd Schuster 79' Karl-Heinz Rummenigge 87' |       | 62' Miodrag Ješić 80' Goran Miljanovic | Stade Municipal, Luxemburg Toeschouwers: 11.000 Scheidsrechter: Francis Bastian (LUX) |

|                                                                          |                   |       |                 |                                                                                |
| 7 september Vriendschappelijk № 489 «onderlinge duels» 20:15 uur (UTC+2) | Hongarije         | 1 – 1 | West-Duitsland  | Népstadion, Boedapest Toeschouwers: 30.000 Scheidsrechter: Dušan Krchňák (TCH) |
| 7 september Vriendschappelijk № 489 «onderlinge duels» 20:15 uur (UTC+2) | Tibor Nyilasi 43' |       | 67' Rudi Völler | Népstadion, Boedapest Toeschouwers: 30.000 Scheidsrechter: Dušan Krchňák (TCH) |

|                                                                           |                                                          |       |            |                                                                                     |
| 5 oktober EK 1984 kwalificatie № 490 «onderlinge duels» 20:15 uur (UTC+1) | West-Duitsland                                           | 3 – 0 | Oostenrijk | Parkstadion, Gelsenkirchen Toeschouwers: 65.496 Scheidsrechter: Luigi Agnolin (ITA) |
| 5 oktober EK 1984 kwalificatie № 490 «onderlinge duels» 20:15 uur (UTC+1) | Karl-Heinz Rummenigge 4' Rudi Völler 19' Rudi Völler 21' |       |            | Parkstadion, Gelsenkirchen Toeschouwers: 65.496 Scheidsrechter: Luigi Agnolin (ITA) |

|                                                                            | |       |                  |                                                                                         |
| 26 oktober EK 1984 kwalificatie № 491 «onderlinge duels» 20:15 uur (UTC+1) | West-Duitsland                                                                                              | 5 – 1 | Turkije          | Olympiastadion, West-Berlijn Toeschouwers: 30.457 Scheidsrechter: Edvard Šoštarič (YUG) |
| 26 oktober EK 1984 kwalificatie № 491 «onderlinge duels» 20:15 uur (UTC+1) | Rudi Völler 44' Karl-Heinz Rummenigge 61' Rudi Völler 65' Uli Stielike 66' Karl-Heinz Rummenigge 75' (pen.) |       | 67' Hasan Şengün | Olympiastadion, West-Berlijn Toeschouwers: 30.457 Scheidsrechter: Edvard Šoštarič (YUG) |

|                                                                             |                |                      |               |                                                                                     |
| 16 november EK 1984 kwalificatie № 492 «onderlinge duels» 15:30 uur (UTC+1) | West-Duitsland | 0 – 1                | Noord-Ierland | Volksparkstadion, Hamburg Toeschouwers: 61.418 Scheidsrechter: Károly Palotai (HUN) |
| 16 november EK 1984 kwalificatie № 492 «onderlinge duels» 15:30 uur (UTC+1) |                | 50' Norman Whiteside |               | Volksparkstadion, Hamburg Toeschouwers: 61.418 Scheidsrechter: Károly Palotai (HUN) |

|                                                                             |                                              |       |                 |                                                                                            |
| 20 november EK 1984 kwalificatie № 493 «onderlinge duels» 14:30 uur (UTC+1) | West-Duitsland                               | 2 – 1 | Albanië         | Ludwigsparkstadion, Saarbrücken Toeschouwers: 37.560 Scheidsrechter: Anders Mattsson (FIN) |
| 20 november EK 1984 kwalificatie № 493 «onderlinge duels» 14:30 uur (UTC+1) | Karl-Heinz Rummenigge 24' Gerhard Strack 80' |       | 23' Genç Tomori | Ludwigsparkstadion, Saarbrücken Toeschouwers: 37.560 Scheidsrechter: Anders Mattsson (FIN) |

### 1984
|                                                                          |                                             |       |                                                  |                                                                                     |
| 15 februari Vriendschappelijk № 494 «onderlinge duels» 18:00 uur (UTC+2) | Bulgarije                                   | 2 – 3 | West-Duitsland                                   | Joeri Gagarinstadion, Varna Toeschouwers: 11.000 Scheidsrechter: Franz Wöhrer (AUT) |
| 15 februari Vriendschappelijk № 494 «onderlinge duels» 18:00 uur (UTC+2) | Bozhidar Iskrenov 78' Bozhidar Iskrenov 80' |       | 2' Uli Stielike 67' Rudi Völler 73' Uli Stielike | Joeri Gagarinstadion, Varna Toeschouwers: 11.000 Scheidsrechter: Franz Wöhrer (AUT) |

|                                                                          |        |                        |                |                                                                              |
| 29 februari Vriendschappelijk № 495 «onderlinge duels» 20:00 uur (UTC+1) | België | 0 – 1                  | West-Duitsland | Heizelstadion, Brussel Toeschouwers: 17.782 Scheidsrechter: Bep Thomas (NED) |
| 29 februari Vriendschappelijk № 495 «onderlinge duels» 20:00 uur (UTC+1) |        | 76' (pen.) Rudi Völler |                | Heizelstadion, Brussel Toeschouwers: 17.782 Scheidsrechter: Bep Thomas (NED) |

|                                                                       |                                   |       |                         |                                                                                         |
| 28 maart Vriendschappelijk № 496 «onderlinge duels» 20:15 uur (UTC+2) | West-Duitsland                    | 2 – 1 | Sovjet-Unie             | Niedersachsenstadion, Hannover Toeschouwers: 45.000 Scheidsrechter: Yusuf Namoğlu (TUR) |
| 28 maart Vriendschappelijk № 496 «onderlinge duels» 20:15 uur (UTC+2) | Rudi Völler 8' Andreas Brehme 89' |       | 5' Hennadii Lytovchenko | Niedersachsenstadion, Hannover Toeschouwers: 45.000 Scheidsrechter: Yusuf Namoğlu (TUR) |

|                                                                   |                      |       |                |                                                                                            |
| 18 april Vriendschappelijk № 497 «onderlinge duels» 20:30 (UTC+2) | Frankrijk            | 1 – 0 | West-Duitsland | Stade de la Meinau, Straatsburg Toeschouwers: 39.978 Scheidsrechter: Enzo Barbaresco (ITA) |
| 18 april Vriendschappelijk № 497 «onderlinge duels» 20:30 (UTC+2) | Bernard Genghini 79' |       |                | Stade de la Meinau, Straatsburg Toeschouwers: 39.978 Scheidsrechter: Enzo Barbaresco (ITA) |

| |                        |       |        |                                                                              |
| 22 mei Vriendschappelijk 80-jarig jubileumwedstrijd FIFA № 498 «onderlinge duels» 20:15 uur (UTC+2) | West-Duitsland         | 1 – 0 | Italië | Letzigrund, Zürich Toeschouwers: 26.700 Scheidsrechter: Arnaldo Coelho (BRA) |
| 22 mei Vriendschappelijk 80-jarig jubileumwedstrijd FIFA № 498 «onderlinge duels» 20:15 uur (UTC+2) | Hans-Peter Briegel 62' |       |        | Letzigrund, Zürich Toeschouwers: 26.700 Scheidsrechter: Arnaldo Coelho (BRA) |

| Europees kampioenschap voetbal 1984 |
| ----------------------------------- |

|                                                                    |                |       |          |                                                                                             |
| 14 juni WK 1984 Groep B № 499 «onderlinge duels» 17:15 uur (UTC+2) | West-Duitsland | 0 – 0 | Portugal | Stade de la Meinau, Straatsburg Toeschouwers: 44.707 Scheidsrechter: Romualdas Yushka (URS) |
| 14 juni WK 1984 Groep B № 499 «onderlinge duels» 17:15 uur (UTC+2) |                |       |          | Stade de la Meinau, Straatsburg Toeschouwers: 44.707 Scheidsrechter: Romualdas Yushka (URS) |

|                                                                    |                                 |       |                  |                                                                                    |
| 17 juni WK 1984 Groep B № 500 «onderlinge duels» 17:15 uur (UTC+2) | West-Duitsland                  | 2 – 1 | Roemenië         | Stade Bollaert-Delelis, Lens Toeschouwers: 31.787 Scheidsrechter: Jan Keizer (NED) |
| 17 juni WK 1984 Groep B № 500 «onderlinge duels» 17:15 uur (UTC+2) | Rudi Völler 26' Rudi Völler 66' |       | 46' Marcel Coraş | Stade Bollaert-Delelis, Lens Toeschouwers: 31.787 Scheidsrechter: Jan Keizer (NED) |

|                                                                    |                |                    |        |                                                                                      |
| 20 juni WK 1984 Groep B № 501 «onderlinge duels» 20:30 uur (UTC+2) | West-Duitsland | 0 – 1              | Spanje | Parc des Princes, Parijs Toeschouwers: 47.691 Scheidsrechter: Vojtech Christov (TCH) |
| 20 juni WK 1984 Groep B № 501 «onderlinge duels» 20:30 uur (UTC+2) |                | 89' Antonio Maceda |        | Parc des Princes, Parijs Toeschouwers: 47.691 Scheidsrechter: Vojtech Christov (TCH) |

|  |  |  |  |  |  |  |  |  |

|                                                                           |                   |       |                                                   |                                                                                  |
| 12 september Vriendschappelijk № 502 «onderlinge duels» 20:15 uur (UTC+2) | West-Duitsland    | 1 – 3 | Argentinië                                        | Rheinstadion, Düsseldorf Toeschouwers: 45.000 Scheidsrechter: Robert Wurtz (FRA) |
| 12 september Vriendschappelijk № 502 «onderlinge duels» 20:15 uur (UTC+2) | Ditmar Jakobs 78' |       | 5' José Ponce 36' José Ponce 58' Jorge Burruchaga | Rheinstadion, Düsseldorf Toeschouwers: 45.000 Scheidsrechter: Robert Wurtz (FRA) |

|                                                                            |                                        |       |        |                                                                                        |
| 17 oktober WK 1986 kwalificatie № 503 «onderlinge duels» 20:15 uur (UTC+1) | West-Duitsland                         | 2 – 0 | Zweden | Müngersdorfer Stadion, Keulen Toeschouwers: 61.188 Scheidsrechter: Bob Valentine (SCO) |
| 17 oktober WK 1986 kwalificatie № 503 «onderlinge duels» 20:15 uur (UTC+1) | Uwe Rahn 75' Karl-Heinz Rummenigge 88' |       |        | Müngersdorfer Stadion, Keulen Toeschouwers: 61.188 Scheidsrechter: Bob Valentine (SCO) |

|                                                                         |                                        |       |                                                         |                                                                                     |
| 16 december WK 1986 kwalificatie № 504 «onderlinge duels» 13:30 (UTC+1) | Malta                                  | 2 – 3 | West-Duitsland                                          | Ta' Qalistadion, Ta' Qali Toeschouwers: 35.102 Scheidsrechter: Zoran Petrović (YUG) |
| 16 december WK 1986 kwalificatie № 504 «onderlinge duels» 13:30 (UTC+1) | Carmel Busuttil 10' Raymond Xuereb 84' |       | 43' Karlheinz Förster 68' Klaus Allofs 83' Klaus Allofs | Ta' Qalistadion, Ta' Qali Toeschouwers: 35.102 Scheidsrechter: Zoran Petrović (YUG) |

### 1985
|                                                                         |                |                  |           |                                                                                  |
| 29 januari Vriendschappelijk № 505 «onderlinge duels» 20:15 uur (UTC+1) | West-Duitsland | 0 – 1            | Hongarije | Volksparkstadion, Hamburg Toeschouwers: 21.000 Scheidsrechter: Einar Halle (NOR) |
| 29 januari Vriendschappelijk № 505 «onderlinge duels» 20:15 uur (UTC+1) |                | 48' Zoltán Péter |           | Volksparkstadion, Hamburg Toeschouwers: 21.000 Scheidsrechter: Einar Halle (NOR) |

|                                                                           |                        |       |                                       |                                                                                   |
| 24 februari WK 1986 kwalificatie № 506 «onderlinge duels» 16:00 uur (UTC) | Portugal               | 1 – 2 | West-Duitsland                        | Estádio Nacional, Oeiras Toeschouwers: 43.899 Scheidsrechter: Paolo Casarin (ITA) |
| 24 februari WK 1986 kwalificatie № 506 «onderlinge duels» 16:00 uur (UTC) | Diamantino Miranda 57' |       | 28' Pierre Littbarski 37' Rudi Völler | Estádio Nacional, Oeiras Toeschouwers: 43.899 Scheidsrechter: Paolo Casarin (ITA) |

|                                                                      | |       |       |                                                                                        |
| 27 maart WK 1986 kwalificatie № 507 «onderlinge duels» 20:15 (UTC+1) | West-Duitsland | 6 – 0 | Malta | Ludwigsparkstadion, Saarbrücken Toeschouwers: 37.600 Scheidsrechter: Talat Tokat (TUR) |
| 27 maart WK 1986 kwalificatie № 507 «onderlinge duels» 20:15 (UTC+1) | Uwe Rahn 10' Felix Magath 13' Uwe Rahn 17' Pierre Littbarski 18' Karl-Heinz Rummenigge 43' Karl-Heinz Rummenigge 67' |       |       | Ludwigsparkstadion, Saarbrücken Toeschouwers: 37.600 Scheidsrechter: Talat Tokat (TUR) |

|                                                                       |                                                                   |       |                              |                                                                                  |
| 17 april Vriendschappelijk № 508 «onderlinge duels» 20:15 uur (UTC+2) | West-Duitsland                                                    | 4 – 1 | Bulgarije                    | Rosenaustadion, Augsburg Toeschouwers: 31.000 Scheidsrechter: Bruno Galler (SUI) |
| 17 april Vriendschappelijk № 508 «onderlinge duels» 20:15 uur (UTC+2) | Rudi Völler 7' Uwe Rahn 21' Pierre Littbarski 74' Rudi Völler 89' |       | 14' (pen.) Radoslav Zdravkov | Rosenaustadion, Augsburg Toeschouwers: 31.000 Scheidsrechter: Bruno Galler (SUI) |

|                                                                          |                     |       |                                                                                                   |                                                                                         |
| 30 april WK 1986 kwalificatie № 509 «onderlinge duels» 17:30 uur (UTC+2) | Tsjecho-Slowakije   | 1 – 5 | West-Duitsland                                                                                    | Stadion Evžena Rošického, Praag Toeschouwers: 30.618 Scheidsrechter: Joël Quiniou (FRA) |
| 30 april WK 1986 kwalificatie № 509 «onderlinge duels» 17:30 uur (UTC+2) | Stanislav Griga 88' |       | 8' Thomas Berthold 22' Pierre Littbarski 36' Lothar Matthäus 43' Matthias Herget 82' Klaus Allofs | Stadion Evžena Rošického, Praag Toeschouwers: 30.618 Scheidsrechter: Joël Quiniou (FRA) |

|                                                                                           |                |                                                  |          |                                                                                     |
| 12 juni Vriendschappelijk Azteca 2000 Toernooi № 510 «onderlinge duels» 14:00 uur (UTC−6) | West-Duitsland | 0 – 3                                            | Engeland | Aztekenstadion, Mexico-Stad Toeschouwers: 15.000 Scheidsrechter: Jorge Leanza (MEX) |
| 12 juni Vriendschappelijk Azteca 2000 Toernooi № 510 «onderlinge duels» 14:00 uur (UTC−6) |                | 34' Bryan Robson 54' Kerry Dixon 67' Kerry Dixon |          | Aztekenstadion, Mexico-Stad Toeschouwers: 15.000 Scheidsrechter: Jorge Leanza (MEX) |

|                                                                                           |                                   |       |                |                                                                                      |
| 15 juni Vriendschappelijk Azteca 2000 Toernooi № 511 «onderlinge duels» 12:15 uur (UTC−6) | Mexico                            | 2 – 0 | West-Duitsland | Aztekenstadion, Mexico-Stad Toeschouwers: 28.000 Scheidsrechter: Keith Hackett (ENG) |
| 15 juni Vriendschappelijk Azteca 2000 Toernooi № 511 «onderlinge duels» 12:15 uur (UTC−6) | Manuel Negrete 6' Luis Flores 46' |       |                | Aztekenstadion, Mexico-Stad Toeschouwers: 28.000 Scheidsrechter: Keith Hackett (ENG) |

|                                                                          |                          |       |                |                                                                                        |
| 28 augustus Vriendschappelijk № 512 «onderlinge duels» 19:00 uur (UTC+4) | Sovjet-Unie              | 1 – 0 | West-Duitsland | Centraal Leninstadion, Moskou Toeschouwers: 82.000 Scheidsrechter: Arto Ravander (FIN) |
| 28 augustus Vriendschappelijk № 512 «onderlinge duels» 19:00 uur (UTC+4) | Andrej Zygmantovitsj 63' |       |                | Centraal Leninstadion, Moskou Toeschouwers: 82.000 Scheidsrechter: Arto Ravander (FIN) |

|                                                                              |                                         |       |                                     |                                                                                        |
| 25 september WK 1986 kwalificatie № 513 «onderlinge duels» 19:00 uur (UTC+2) | Zweden                                  | 2 – 2 | West-Duitsland                      | Råsundastadion, Solna Toeschouwers: 39.157 Scheidsrechter: Marcel Van Langenhove (BEL) |
| 25 september WK 1986 kwalificatie № 513 «onderlinge duels» 19:00 uur (UTC+2) | Dan Corneliusson 63' Mats Magnusson 90' |       | 23' Rudi Völler 40' Matthias Herget | Råsundastadion, Solna Toeschouwers: 39.157 Scheidsrechter: Marcel Van Langenhove (BEL) |

|                                                                            |                |                   |          |                                                                                   |
| 16 oktober WK 1986 kwalificatie № 514 «onderlinge duels» 20:15 uur (UTC+1) | West-Duitsland | 0 – 1             | Portugal | Neckarstadion, Stuttgart Toeschouwers: 55.024 Scheidsrechter: Keith Hackett (ENG) |
| 16 oktober WK 1986 kwalificatie № 514 «onderlinge duels» 20:15 uur (UTC+1) |                | 54' Carlos Manuel |          | Neckarstadion, Stuttgart Toeschouwers: 55.024 Scheidsrechter: Keith Hackett (ENG) |

|                                                                             |                                   |       |                                               |                                                                                     |
| 17 november WK 1986 kwalificatie № 515 «onderlinge duels» 17:00 uur (UTC+1) | West-Duitsland                    | 2 – 2 | Tsjecho-Slowakije                             | Olympiastadion, München Toeschouwers: 17.686 Scheidsrechter: Svein Inge Thime (NOR) |
| 17 november WK 1986 kwalificatie № 515 «onderlinge duels» 17:00 uur (UTC+1) | Andreas Brehme 1' Josef Novák 52' |       | 62' Vladislav Lauda 87' Karl-Heinz Rummenigge | Olympiastadion, München Toeschouwers: 17.686 Scheidsrechter: Svein Inge Thime (NOR) |

### 1986
|                                                                         |                 |       |                                                |                                                                                |
| 5 februari Vriendschappelijk № 516 «onderlinge duels» 14:30 uur (UTC+1) | Italië          | 1 – 2 | West-Duitsland                                 | Stadio Partenio, Avellino Toeschouwers: 35.822 Scheidsrechter: Ioan Igna (ROU) |
| 5 februari Vriendschappelijk № 516 «onderlinge duels» 14:30 uur (UTC+1) | Aldo Serena 21' |       | 37' Matthias Herget 75' (pen.) Lothar Matthäus | Stadio Partenio, Avellino Toeschouwers: 35.822 Scheidsrechter: Ioan Igna (ROU) |

|                                                                       |                                        |       |          |                                                                                         |
| 12 maart Vriendschappelijk № 517 «onderlinge duels» 20:15 uur (UTC+1) | West-Duitsland                         | 2 – 0 | Brazilië | Waldstadion, Frankfurt am Main Toeschouwers: 52.000 Scheidsrechter: Luigi Agnolin (ITA) |
| 12 maart Vriendschappelijk № 517 «onderlinge duels» 20:15 uur (UTC+1) | Hans-Peter Briegel 2' Klaus Allofs 88' |       |          | Waldstadion, Frankfurt am Main Toeschouwers: 52.000 Scheidsrechter: Luigi Agnolin (ITA) |

|                                                                      |             |                   |                |                                                                               |
| 9 april Vriendschappelijk № 518 «onderlinge duels» 20:00 uur (UTC+2) | Zwitserland | 0 – 1             | West-Duitsland | St. Jakob-Park, Bazel Toeschouwers: 25.000 Scheidsrechter: Joël Quiniou (FRA) |
| 9 april Vriendschappelijk № 518 «onderlinge duels» 20:00 uur (UTC+2) |             | 34' Dieter Hoeneß |                | St. Jakob-Park, Bazel Toeschouwers: 25.000 Scheidsrechter: Joël Quiniou (FRA) |

|                                                                     |                 |       |                |                                                                             |
| 11 mei Vriendschappelijk № 519 «onderlinge duels» 19:30 uur (UTC+2) | West-Duitsland  | 1 – 1 | Joegoslavië    | Ruhrstadion, Bochum Toeschouwers: 29.000 Scheidsrechter: Ulf Eriksson (SWE) |
| 11 mei Vriendschappelijk № 519 «onderlinge duels» 19:30 uur (UTC+2) | Rudi Völler 61' |       | 6' Haris Škoro | Ruhrstadion, Bochum Toeschouwers: 29.000 Scheidsrechter: Ulf Eriksson (SWE) |

|                                                                     |                                                     |       |                       |                                                                                    |
| 14 mei Vriendschappelijk № 520 «onderlinge duels» 20:15 uur (UTC+2) | West-Duitsland                                      | 3 – 1 | Nederland             | Westfalenstadion, Dortmund Toeschouwers: 36.000 Scheidsrechter: Franz Wöhrer (AUT) |
| 14 mei Vriendschappelijk № 520 «onderlinge duels» 20:15 uur (UTC+2) | Rudi Völler 38' Rudi Völler 42' Matthias Herget 90' |       | 79' John van 't Schip | Westfalenstadion, Dortmund Toeschouwers: 36.000 Scheidsrechter: Franz Wöhrer (AUT) |

| Wereldkampioenschap voetbal 1986 |
| -------------------------------- |

|                                                                   |                      |       |                  |                                                                                               |
| 4 juni WK 1986 Groep E № 521 «onderlinge duels» 12:00 uur (UTC−6) | Uruguay              | 1 – 1 | West-Duitsland   | Estadio La Corregidora, Querétaro Toeschouwers: 30.500 Scheidsrechter: Vojtech Christov (TCH) |
| 4 juni WK 1986 Groep E № 521 «onderlinge duels» 12:00 uur (UTC−6) | Antonio Alzamendi 4' |       | 84' Klaus Allofs | Estadio La Corregidora, Querétaro Toeschouwers: 30.500 Scheidsrechter: Vojtech Christov (TCH) |

|                                                                   |                                  |       |                     |                                                                                        |
| 8 juni WK 1986 Groep E № 522 «onderlinge duels» 12:00 uur (UTC−6) | West-Duitsland                   | 2 – 1 | Schotland           | Estadio La Corregidora, Querétaro Toeschouwers: 28.000 Scheidsrechter: Ioan Igna (ROU) |
| 8 juni WK 1986 Groep E № 522 «onderlinge duels» 12:00 uur (UTC−6) | Rudi Völler 22' Klaus Allofs 50' |       | 17' Gordon Strachan | Estadio La Corregidora, Querétaro Toeschouwers: 28.000 Scheidsrechter: Ioan Igna (ROU) |

|                                                                    |                                          |       |                |                                                                                         |
| 13 juni WK 1986 Groep E № 523 «onderlinge duels» 12:00 uur (UTC−6) | Denemarken                               | 2 – 0 | West-Duitsland | Estadio Corregidora, Querétaro Toeschouwers: 28.500 Scheidsrechter: Alexis Ponnet (BEL) |
| 13 juni WK 1986 Groep E № 523 «onderlinge duels» 12:00 uur (UTC−6) | Jesper Olsen 44' (pen.) John Eriksen 63' |       |                | Estadio Corregidora, Querétaro Toeschouwers: 28.500 Scheidsrechter: Alexis Ponnet (BEL) |

|                                                                           |         |                     |                |                                                                                            |
| 17 juni WK 1986 Achtste finale № 524 «onderlinge duels» 16:00 uur (UTC−6) | Marokko | 0 – 1               | West-Duitsland | Estadio Universitario, Monterrey Toeschouwers: 19.800 Scheidsrechter: Zoran Petrović (YUG) |
| 17 juni WK 1986 Achtste finale № 524 «onderlinge duels» 16:00 uur (UTC−6) |         | 88' Lothar Matthäus |                | Estadio Universitario, Monterrey Toeschouwers: 19.800 Scheidsrechter: Zoran Petrović (YUG) |

|                                                                        |                                   |              |                         |                                                                                        |
| 21 juni WK 1986 Kwartfinale № 525 «onderlinge duels» 16:00 uur (UTC−6) | West-Duitsland                    | 0 – 0 (n.v.) | Mexico                  | Estadio Universitario, Monterrey Toeschouwers: 41.700 Scheidsrechter: Jesús Díaz (COL) |
| 21 juni WK 1986 Kwartfinale № 525 «onderlinge duels» 16:00 uur (UTC−6) |                                   |              |                         | Estadio Universitario, Monterrey Toeschouwers: 41.700 Scheidsrechter: Jesús Díaz (COL) |
| 21 juni WK 1986 Kwartfinale № 525 «onderlinge duels» 16:00 uur (UTC−6) | Strafschoppen                     |              |                         | Estadio Universitario, Monterrey Toeschouwers: 41.700 Scheidsrechter: Jesús Díaz (COL) |
| 21 juni WK 1986 Kwartfinale № 525 «onderlinge duels» 16:00 uur (UTC−6) | Allofs Brehme Matthäus Littbarski | 4 – 1        | Negrete Quirarte Servín | Estadio Universitario, Monterrey Toeschouwers: 41.700 Scheidsrechter: Jesús Díaz (COL) |

|                                                                         |           |                                   |                |                                                                                       |
| 25 juni WK 1986 Halve finale № 526 «onderlinge duels» 12:00 uur (UTC−6) | Frankrijk | 0 – 2                             | West-Duitsland | Estadio Jalisco, Guadalajara Toeschouwers: 45.000 Scheidsrechter: Luigi Agnolin (ITA) |
| 25 juni WK 1986 Halve finale № 526 «onderlinge duels» 12:00 uur (UTC−6) |           | 9' Andreas Brehme 89' Rudi Völler |                | Estadio Jalisco, Guadalajara Toeschouwers: 45.000 Scheidsrechter: Luigi Agnolin (ITA) |

|                                                                   |                                                            |       |                                           |                                                                                        |
| 29 juni WK 1986 Finale № 527 «onderlinge duels» 16:00 uur (UTC−6) | Argentinië                                                 | 3 – 2 | West-Duitsland                            | Aztekenstadion, Mexico-Stad Toeschouwers: 114.600 Scheidsrechter: Romualdo Filho (BRA) |
| 29 juni WK 1986 Finale № 527 «onderlinge duels» 16:00 uur (UTC−6) | José Luis Brown 23' Jorge Valdano 56' Jorge Burruchaga 84' |       | Karl-Heinz Rummenigge 74' Rudi Völler 81' | Aztekenstadion, Mexico-Stad Toeschouwers: 114.600 Scheidsrechter: Romualdo Filho (BRA) |

|  |  |  |  |  |  |  |  |  |

|                                                                           |            |                                |                |                                                                                      |
| 24 september Vriendschappelijk № 528 «onderlinge duels» 19:00 uur (UTC+2) | Denemarken | 0 – 2                          | West-Duitsland | Idrætsparken, Kopenhagen Toeschouwers: 36.000 Scheidsrechter: Erik Fredriksson (SWE) |
| 24 september Vriendschappelijk № 528 «onderlinge duels» 19:00 uur (UTC+2) |            | 24' Olaf Thon 44' Klaus Allofs |                | Idrætsparken, Kopenhagen Toeschouwers: 36.000 Scheidsrechter: Erik Fredriksson (SWE) |

|                                                                         |                               |       |                                                    |                                                                                           |
| 15 oktober Vriendschappelijk № 529 «onderlinge duels» 20:15 uur (UTC+1) | West-Duitsland                | 2 – 2 | Spanje                                             | Niedersachsenstadion, Hannover Toeschouwers: 50.000 Scheidsrechter: Yuriy Savchenko (URS) |
| 15 oktober Vriendschappelijk № 529 «onderlinge duels» 20:15 uur (UTC+1) | Herbert Waas 61' Uwe Rahn 70' |       | 44' Emilio Butragueño 78' (pen.) Andoni Goikoetxea | Niedersachsenstadion, Hannover Toeschouwers: 50.000 Scheidsrechter: Yuriy Savchenko (URS) |

|                                                                         |                                                                                           |       |                 |                                                                               |
| 29 oktober Vriendschappelijk № 530 «onderlinge duels» 19:30 uur (UTC+1) | Oostenrijk                                                                                | 4 – 1 | West-Duitsland  | Praterstadion, Wenen Toeschouwers: 50.000 Scheidsrechter: Luigi Agnolin (ITA) |
| 29 oktober Vriendschappelijk № 530 «onderlinge duels» 19:30 uur (UTC+1) | Toni Polster 57' (pen.) Toni Polster 63' (pen.) Reinhard Kienast 68' Reinhard Kienast 76' |       | 59' Rudi Völler | Praterstadion, Wenen Toeschouwers: 50.000 Scheidsrechter: Luigi Agnolin (ITA) |

### 1987
|                                                                       |        |                                         |                |                                                                                      |
| 25 maart Vriendschappelijk № 531 «onderlinge duels» 20:00 uur (UTC+2) | Israël | 0 – 2                                   | West-Duitsland | Ramat Ganstadion, Ramat Gan Toeschouwers: 18.000 Scheidsrechter: Franz Gächter (SUI) |
| 25 maart Vriendschappelijk № 531 «onderlinge duels» 20:00 uur (UTC+2) |        | 9' Olaf Thon 79' (pen.) Lothar Matthäus |                | Ramat Ganstadion, Ramat Gan Toeschouwers: 18.000 Scheidsrechter: Franz Gächter (SUI) |

|                                                                       |                |       |        |                                                                                     |
| 18 april Vriendschappelijk № 532 «onderlinge duels» 18:00 uur (UTC+2) | West-Duitsland | 0 – 0 | Italië | Müngersdorfer Stadion, Keulen Toeschouwers: 55.000 Scheidsrechter: Bep Thomas (NED) |
| 18 april Vriendschappelijk № 532 «onderlinge duels» 18:00 uur (UTC+2) |                |       |        | Müngersdorfer Stadion, Keulen Toeschouwers: 55.000 Scheidsrechter: Bep Thomas (NED) |

|                                                                      |                               |       |                  |                                                                                               |
| 12 augustus Vriendschappelijk № 533 «onderlinge duels» 20:15 (UTC+2) | West-Duitsland                | 2 – 1 | Frankrijk        | Olympiastadion, West-Berlijn Toeschouwers: 31.000 Scheidsrechter: Henning Lund Sørensen (DEN) |
| 12 augustus Vriendschappelijk № 533 «onderlinge duels» 20:15 (UTC+2) | Rudi Völler 4' Rudi Völler 9' |       | 42' Éric Cantona | Olympiastadion, West-Berlijn Toeschouwers: 31.000 Scheidsrechter: Henning Lund Sørensen (DEN) |

|                                                                          |                                                                |       |                  |                                                                                   |
| 9 september Vriendschappelijk № 534 «onderlinge duels» 20:15 uur (UTC+2) | West-Duitsland                                                 | 3 – 1 | Engeland         | Rheinstadion, Düsseldorf Toeschouwers: 50.000 Scheidsrechter: Paolo Casarin (ITA) |
| 9 september Vriendschappelijk № 534 «onderlinge duels» 20:15 uur (UTC+2) | Pierre Littbarski 24' Pierre Littbarski 33' Wolfram Wuttke 84' |       | 42' Gary Lineker | Rheinstadion, Düsseldorf Toeschouwers: 50.000 Scheidsrechter: Paolo Casarin (ITA) |

|                                                                           |                 |       |            |                                                                                      |
| 23 september Vriendschappelijk № 535 «onderlinge duels» 20:15 uur (UTC+2) | West-Duitsland  | 1 – 0 | Denemarken | Volksparkstadion, Hamburg Toeschouwers: 15.637 Scheidsrechter: Horst Brummeier (AUT) |
| 23 september Vriendschappelijk № 535 «onderlinge duels» 20:15 uur (UTC+2) | Rudi Völler 33' |       |            | Volksparkstadion, Hamburg Toeschouwers: 15.637 Scheidsrechter: Horst Brummeier (AUT) |

|                                                                         |                       |       |                 |                                                                                                  |
| 14 oktober Vriendschappelijk № 536 «onderlinge duels» 20:15 uur (UTC+1) | West-Duitsland        | 1 – 1 | Zweden          | Parkstadion, Gelsenkirchen Toeschouwers: 31.000 Scheidsrechter: Victoriano Sánchez Arminio (ESP) |
| 14 oktober Vriendschappelijk № 536 «onderlinge duels» 20:15 uur (UTC+1) | Pierre Littbarski 17' |       | 62' Glenn Hysén | Parkstadion, Gelsenkirchen Toeschouwers: 31.000 Scheidsrechter: Victoriano Sánchez Arminio (ESP) |

|                                                                          |           |       |                |                                                                                |
| 18 november Vriendschappelijk № 537 «onderlinge duels» 18:00 uur (UTC+1) | Hongarije | 0 – 0 | West-Duitsland | Népstadion, Boedapest Toeschouwers: 25.000 Scheidsrechter: Dušan Krchňák (TCH) |
| 18 november Vriendschappelijk № 537 «onderlinge duels» 18:00 uur (UTC+1) |           |       |                | Népstadion, Boedapest Toeschouwers: 25.000 Scheidsrechter: Dušan Krchňák (TCH) |

|                                                                          |                  |       |                   |                                                                                           |
| 12 december Vriendschappelijk № 538 «onderlinge duels» 16:00 uur (UTC−2) | Brazilië         | 1 – 1 | West-Duitsland    | Mané Garrincha, Brasilia Toeschouwers: 30.000 Scheidsrechter: Elías Jácome Guerrero (ECU) |
| 12 december Vriendschappelijk № 538 «onderlinge duels» 16:00 uur (UTC−2) | João Batista 68' |       | 89' Stefan Reuter | Mané Garrincha, Brasilia Toeschouwers: 30.000 Scheidsrechter: Elías Jácome Guerrero (ECU) |

|                                                                          |                      |       |                |                                                                                                 |
| 16 december Vriendschappelijk № 539 «onderlinge duels» 18:00 uur (UTC−3) | Argentinië           | 1 – 0 | West-Duitsland | Estadio José Amalfitani, Buenos Aires Toeschouwers: 50.000 Scheidsrechter: Arnaldo Coelho (BRA) |
| 16 december Vriendschappelijk № 539 «onderlinge duels» 18:00 uur (UTC−3) | Jorge Burruchaga 55' |       |                | Estadio José Amalfitani, Buenos Aires Toeschouwers: 50.000 Scheidsrechter: Arnaldo Coelho (BRA) |

### 1988
|                                                                                          |                               |       |                                  |                                                                                        |
| 31 maart Vierlandentoernooi 1988 Halve finale № 540 «onderlinge duels» 19:15 uur (UTC+2) | West-Duitsland                | 1 – 1 | Zweden                           | Olympiastadion, West-Berlijn Toeschouwers: 23.709 Scheidsrechter: Lajos Hartmann (HUN) |
| 31 maart Vierlandentoernooi 1988 Halve finale № 540 «onderlinge duels» 19:15 uur (UTC+2) | Klaus Allofs 42'              |       | 74' Peter Truedsson              | Olympiastadion, West-Berlijn Toeschouwers: 23.709 Scheidsrechter: Lajos Hartmann (HUN) |
| 31 maart Vierlandentoernooi 1988 Halve finale № 540 «onderlinge duels» 19:15 uur (UTC+2) | Strafschoppen                 |       |                                  | Olympiastadion, West-Berlijn Toeschouwers: 23.709 Scheidsrechter: Lajos Hartmann (HUN) |
| 31 maart Vierlandentoernooi 1988 Halve finale № 540 «onderlinge duels» 19:15 uur (UTC+2) | Thon Eckstein Matthäus Völler | 2–4   | Prytz P. Larsson Strömberg Thern | Olympiastadion, West-Berlijn Toeschouwers: 23.709 Scheidsrechter: Lajos Hartmann (HUN) |

|                                                                                         |                     |       |            |                                                                                            |
| 2 april Vierlandentoernooi 1988 Troostfinale № 541 «onderlinge duels» 17:00 uur (UTC+2) | West-Duitsland      | 1 – 0 | Argentinië | Olympiastadion, West-Berlijn Toeschouwers: 28.000 Scheidsrechter: Kurt Röthlisberger (SUI) |
| 2 april Vierlandentoernooi 1988 Troostfinale № 541 «onderlinge duels» 17:00 uur (UTC+2) | Lothar Matthäus 30' |       |            | Olympiastadion, West-Berlijn Toeschouwers: 28.000 Scheidsrechter: Kurt Röthlisberger (SUI) |

|                                                                       |                      |       |             |                                                                                                   |
| 27 april Vriendschappelijk № 542 «onderlinge duels» 20:15 uur (UTC+2) | West-Duitsland       | 1 – 0 | Zwitserland | Fritz-Walter-Stadion, Kaiserslautern Toeschouwers: 30.150 Scheidsrechter: John Blankenstein (NED) |
| 27 april Vriendschappelijk № 542 «onderlinge duels» 20:15 uur (UTC+2) | Jürgen Klinsmann 58' |       |             | Fritz-Walter-Stadion, Kaiserslautern Toeschouwers: 30.150 Scheidsrechter: John Blankenstein (NED) |

|                                                                     |                     |       |                       |                                                                                |
| 4 juni Vriendschappelijk № 543 «onderlinge duels» 18:00 uur (UTC+2) | West-Duitsland      | 1 – 1 | Joegoslavië           | Weserstadion, Bremen Toeschouwers: 13.000 Scheidsrechter: Aleksey Spirin (URS) |
| 4 juni Vriendschappelijk № 543 «onderlinge duels» 18:00 uur (UTC+2) | Lothar Matthäus 65' |       | 14' (e.d.) Eike Immel | Weserstadion, Bremen Toeschouwers: 13.000 Scheidsrechter: Aleksey Spirin (URS) |

| Europees kampioenschap voetbal 1988 |
| ----------------------------------- |

|                                                                    |                    |       |                     |                                                                                   |
| 10 juni EK 1988 Groep A № 544 «onderlinge duels» 20:15 uur (UTC+2) | West-Duitsland     | 1 – 1 | Italië              | Rheinstadion, Düsseldorf Toeschouwers: 62.552 Scheidsrechter: Keith Hackett (ENG) |
| 10 juni EK 1988 Groep A № 544 «onderlinge duels» 20:15 uur (UTC+2) | Andreas Brehme 56' |       | 52' Roberto Mancini | Rheinstadion, Düsseldorf Toeschouwers: 62.552 Scheidsrechter: Keith Hackett (ENG) |

|                                                                    |                                    |       |            |                                                                                        |
| 14 juni EK 1988 Groep A № 545 «onderlinge duels» 17:15 uur (UTC+2) | West-Duitsland                     | 2 – 0 | Denemarken | Parkstadion, Gelsenkirchen Toeschouwers: 64.812 Scheidsrechter: Robert Valentine (SCO) |
| 14 juni EK 1988 Groep A № 545 «onderlinge duels» 17:15 uur (UTC+2) | Jürgen Klinsmann 10' Olaf Thon 85' |       |            | Parkstadion, Gelsenkirchen Toeschouwers: 64.812 Scheidsrechter: Robert Valentine (SCO) |

|                                                                    |                                 |       |        |                                                                                   |
| 17 juni EK 1988 Groep A № 546 «onderlinge duels» 20:15 uur (UTC+2) | West-Duitsland                  | 2 – 0 | Spanje | Olympiastadion, München Toeschouwers: 63.802 Scheidsrechter: Michel Vautrot (FRA) |
| 17 juni EK 1988 Groep A № 546 «onderlinge duels» 20:15 uur (UTC+2) | Rudi Völler 30' Rudi Völler 51' |       |        | Olympiastadion, München Toeschouwers: 63.802 Scheidsrechter: Michel Vautrot (FRA) |

|                                                                         |                            |       |                                               |                                                                                |
| 21 juni EK 1988 Halve finale № 547 «onderlinge duels» 20:15 uur (UTC+2) | West-Duitsland             | 1 – 2 | Nederland                                     | Volksparkstadion, Hamburg Toeschouwers: 61.330 Scheidsrechter: Ioan Igna (ROU) |
| 21 juni EK 1988 Halve finale № 547 «onderlinge duels» 20:15 uur (UTC+2) | Lothar Matthäus 55' (pen.) |       | 74' (pen.) Ronald Koeman 88' Marco van Basten | Volksparkstadion, Hamburg Toeschouwers: 61.330 Scheidsrechter: Ioan Igna (ROU) |

|  |  |  |  |  |  |  |  |  |

|                                                                         |         |                                                                          |                |                                                                                     |
| 31 augustus WK 1990 kwalificatie № 548 «onderlinge duels» 20:00 (UTC+3) | Finland | 0 – 4                                                                    | West-Duitsland | Olympisch Stadion, Helsinki Toeschouwers: 31.693 Scheidsrechter: Vadzim Zjoek (SUI) |
| 31 augustus WK 1990 kwalificatie № 548 «onderlinge duels» 20:00 (UTC+3) |         | 6' Rudi Völler 15' Rudi Völler 52' Lothar Matthäus 86' Karl-Heinz Riedle |                | Olympisch Stadion, Helsinki Toeschouwers: 31.693 Scheidsrechter: Vadzim Zjoek (SUI) |

|                                                                           |                          |       |             |                                                                                  |
| 21 september Vriendschappelijk № 549 «onderlinge duels» 20:00 uur (UTC+2) | West-Duitsland           | 1 – 0 | Sovjet-Unie | Rheinstadion, Düsseldorf Toeschouwers: 16.000 Scheidsrechter: Bruno Galler (SUI) |
| 21 september Vriendschappelijk № 549 «onderlinge duels» 20:00 uur (UTC+2) | Serhii Shmatovalenko 58' |       |             | Rheinstadion, Düsseldorf Toeschouwers: 16.000 Scheidsrechter: Bruno Galler (SUI) |

|                                                                            |                |       |           |                                                                                  |
| 19 oktober WK 1990 kwalificatie № 550 «onderlinge duels» 20:15 uur (UTC+1) | West-Duitsland | 0 – 0 | Nederland | Olympiastadion, München Toeschouwers: 73.312 Scheidsrechter: Pietro D`Elia (ITA) |
| 19 oktober WK 1990 kwalificatie № 550 «onderlinge duels» 20:15 uur (UTC+1) |                |       |           | Olympiastadion, München Toeschouwers: 73.312 Scheidsrechter: Pietro D`Elia (ITA) |

### 1989
|                                                                       |                   |       |                                       |                                                                                                |
| 22 maart Vriendschappelijk № 551 «onderlinge duels» 18:00 uur (UTC+2) | Bulgarije         | 1 – 2 | West-Duitsland                        | Vasil Levski Nationaal Stadion, Sofia Toeschouwers: 30.000 Scheidsrechter: Dušan Krchňák (TCH) |
| 22 maart Vriendschappelijk № 551 «onderlinge duels» 18:00 uur (UTC+2) | Nikolay Iliev 46' |       | 72' Rudi Völler 86' Pierre Littbarski | Vasil Levski Nationaal Stadion, Sofia Toeschouwers: 30.000 Scheidsrechter: Dušan Krchňák (TCH) |

|                                                                          |                      |       |                       |                                                                                |
| 26 april WK 1990 kwalificatie № 552 «onderlinge duels» 20:15 uur (UTC+2) | Nederland            | 1 – 1 | West-Duitsland        | De Kuip, Rotterdam Toeschouwers: 50.500 Scheidsrechter: Erik Fredriksson (SWE) |
| 26 april WK 1990 kwalificatie № 552 «onderlinge duels» 20:15 uur (UTC+2) | Marco van Basten 88' |       | 68' Karl-Heinz Riedle | De Kuip, Rotterdam Toeschouwers: 50.500 Scheidsrechter: Erik Fredriksson (SWE) |

|                                                                        |       |       |                |                                                                                      |
| 31 mei WK 1990 kwalificatie № 553 «onderlinge duels» 19:00 uur (UTC+1) | Wales | 0 – 0 | West-Duitsland | Cardiff Arms Park, Cardiff Toeschouwers: 30.000 Scheidsrechter: Carlos Valente (POR) |
| 31 mei WK 1990 kwalificatie № 553 «onderlinge duels» 19:00 uur (UTC+1) |       |       |                | Cardiff Arms Park, Cardiff Toeschouwers: 30.000 Scheidsrechter: Carlos Valente (POR) |

|                                                                          |                     |       |                  |                                                                                           |
| 6 september Vriendschappelijk № 554 «onderlinge duels» 17:30 uur (UTC+1) | Ierland             | 1 – 1 | West-Duitsland   | Lansdowne Road, Dublin Toeschouwers: 47.000 Scheidsrechter: Frans Van Den Wijngaert (BEL) |
| 6 september Vriendschappelijk № 554 «onderlinge duels» 17:30 uur (UTC+1) | Frank Stapleton 10' |       | 33' Hans Dorfner | Lansdowne Road, Dublin Toeschouwers: 47.000 Scheidsrechter: Frans Van Den Wijngaert (BEL) |

|                                                                       | |       |                   |                                                                                   |
| 4 oktober WK 1990 kwalificatie № 555 «onderlinge duels» 20:15 (UTC+1) | West-Duitsland | 6 – 1 | Finland           | Westfalenstadion, Dortmund Toeschouwers: 40.000 Scheidsrechter: Alan Snoddy (NIR) |
| 4 oktober WK 1990 kwalificatie № 555 «onderlinge duels» 20:15 (UTC+1) | Andreas Möller 12' Pierre Littbarski 47' Jürgen Klinsmann 53' Rudi Völler 62' Andreas Möller 80' Lothar Matthäus 84' (pen.) |       | 72' Mika Lipponen | Westfalenstadion, Dortmund Toeschouwers: 40.000 Scheidsrechter: Alan Snoddy (NIR) |

|                                                                             |                                   |       |                   |                                                                                         |
| 15 november WK 1990 kwalificatie № 556 «onderlinge duels» 20:00 uur (UTC+1) | West-Duitsland                    | 2 – 1 | Wales             | Müngersdorfer Stadion, Keulen Toeschouwers: 60.300 Scheidsrechter: Michel Vautrot (FRA) |
| 15 november WK 1990 kwalificatie № 556 «onderlinge duels» 20:00 uur (UTC+1) | Rudi Völler 27' Thomas Häßler 48' |       | 11' Malcolm Allen | Müngersdorfer Stadion, Keulen Toeschouwers: 60.300 Scheidsrechter: Michel Vautrot (FRA) |

CONMEBOL: Bolivia · Chili  · Colombia · Ecuador · Uruguay

UEFA: Albanië · België · Bulgarije · Cyprus · Denemarken · West-Duitsland · Duitse Democratische Republiek · Engeland · Faeröer · Finland · Frankrijk · Griekenland · Hongarije · IJsland · Ierland · Israël · Italië · Joegoslavië ·  Liechtenstein · Luxemburg · Malta · Nederland · Noord-Ierland · Noorwegen · Oostenrijk · Polen · Portugal · Roemenië · San Marino · Schotland ·  Sovjet-Unie ·  Spanje · Tsjecho-Slowakije · Turkije · Wales ·  Zweden · Zwitserland

CAF: Madagaskar

DFB · A-internationals · Bondscoaches · Duits vrouwenelftal · Olympisch elftal · Duitsland U21 · Duitsland U20 · Duitsland U19 · Duitsland U18 · Duitsland U17 · Duitsland U16 · Vrouwen U17
1905 – 1919 · 
1920 – 1929 · 
1930 – 1939 · 
1940 – 1949 · 
1950 – 1959 · 
1960 – 1969 · 
1970 – 1979 · 
1980 – 1989 · 
1990 – 1999 · 
2000 – 2009 · 
2010 – 2019 · 
2020 – 2029
EK's: 1972 · 
1976 · 
1980 · 
1984 · 
1988 · 
1992 · 
1996 · 
2000 · 
2004 · 
2008 · 
2012 · 
2016 · 
2020 · 
2024
CC: 1999 · 
2005 · 
2017
WK's: 1934 ·
1938 · 
1954 · 
1958 · 
1962 · 
1966 · 
1970 · 
1974 · 
1978 · 
1982 · 
1986 · 
1990 · 
1994 · 
1998 · 
2002 · 
2006 · 
2010 · 
2014 · 
2018 · 
2022
OS: 1912 ·
1928 ·
1936 ·
2016 ·
2020
Albanië ·
Algerije ·
Argentinië ·
Armenië ·
Australië ·
Azerbeidzjan ·
België ·
Bohemen en Moravië ·
Bolivia ·
Bosnië en Herzegovina ·
Brazilië ·
Bulgarije ·
Canada ·
Chili ·
China ·
Colombia ·
Costa Rica ·
Cyprus ·
DDR ·
Denemarken ·
Ecuador ·
Egypte ·
Engeland ·
Estland ·
Faeröer ·
Finland ·
Frankrijk ·
Georgië ·
Ghana ·
Gibraltar ·
GOS ·
Griekenland ·
Hongarije ·
Ierland ·
IJsland ·
Iran ·
Israël ·
Italië ·
Ivoorkust ·
Japan ·
Joegoslavië ·
Kameroen ·
Kazachstan ·
Koeweit ·
Kroatië ·
Letland ·
Liechtenstein ·
Litouwen ·
Luxemburg ·
Malta ·
Marokko ·
Mexico ·
Moldavië ·
Nederland ·
Nieuw-Zeeland ·
Nigeria ·
Noord-Ierland ·
Noord-Macedonië ·
Noorwegen ·
Oekraïne ·
Oman ·
Oostenrijk ·
Paraguay ·
Peru ·
Polen ·
Portugal ·
Roemenië ·
Rusland ·
Saarland ·
San Marino ·
Saoedi-Arabië ·
Schotland ·
Servië ·
Servië en Montenegro · 
Slovenië ·
Slowakije ·
Sovjet-Unie ·
Spanje ·
Thailand ·
Tsjechië ·
Tsjecho-Slowakije ·
Tunesië ·
Turkije ·
Uruguay ·
Verenigde Arabische Emiraten ·
Verenigde Staten ·
Wales ·
Wit-Rusland ·
Zuid-Afrika ·
Zuid-Korea ·
Zweden ·
Zwitserland
Algerije (1982) · 
Algerije (2014) · 
Argentinië (1986) ·
Argentinië (1990) ·
Argentinië (2006) ·
Argentinië (2014) · 
Australië (2010) ·
België (1980) · 
Brazilië (2002) ·
Brazilië (2014) · 
Chili (1982) ·
Costa Rica (2006) ·
Denemarken (1992) ·
Denemarken (2012) · 
Ecuador (2006) ·
Engeland (1966) ·
Engeland (1982) ·
Engeland (2010) ·
Engeland (2021) ·
Frankrijk (2014) · 
Frankrijk (2021) · 
Ghana (2014) ·
Griekenland (2012) · 
Hongarije (1954, 2) ·
Hongarije (2021) ·
Italië (1982) ·
Italië (2006) ·
Italië (2012) · 
Japan (2022) · 
Kroatië (2008) ·
Mexico (2018) ·
Nederland (1974) ·
Nederland (2012) ·
Oekraïne (2016) ·
Oostenrijk (1982) ·
Oostenrijk (2008) ·
Polen (2006) ·
Polen (2008) ·
Polen (2016) ·
Portugal (2006) ·
Portugal (2008) ·
Portugal (2012) ·
Portugal (2014) ·
Portugal (2021) ·
Servië (2010) ·
Sovjet-Unie (1972) · 
Spanje (1982) ·
Spanje (2008) ·
Spanje (2022) ·
Tsjechië (1996, 2) · 
Tsjecho-Slowakije (1976) ·
Turkije (2008) ·
Verenigde Staten (2014) ·
Zuid-Korea (2018) ·
Zweden (2006)